# Cremastra saprophytica
Cremastra saprophytica — безлистий автономно самозапильний вид рослин родини зозулинцевих із префектури Ґіфу, Японія.

## Біоморфологічна характеристика
Cremastra saprophytica подібна до C. aphylla, але відрізняється більш закритою трубкою оцвітини, меншими бічними частками губи, меншим callus, розташованим біля основи середньої частки та відсутністю rostellum та viscidium. Веде безлистий і мікогетеротрофний спосіб життя.

## Ареал
Рослина відома лише з типової місцевості.